# Byvatten-Långtjärnen
Byvatten-Långtjärnen är en sjö i Strömsunds kommun i Jämtland och ingår i Ångermanälvens huvudavrinningsområde. Sjön har en area på 0,101 kvadratkilometer och ligger 477,3 meter över havet. Sjön avvattnas av vattendraget Linjebäcken.

## Delavrinningsområde
Byvatten-Långtjärnen ingår i det delavrinningsområde (711938-146461) som SMHI kallar för Utloppet av Byvatten-Långtjärnen. Medelhöjden är 515 meter över havet och ytan är 1,36 kvadratkilometer. Räknas de 2 avrinningsområdena uppströms in blir den ackumulerade arean 4,11 kvadratkilometer. Linjebäcken som avvattnar avrinningsområdet har biflödesordning 3, vilket innebär att vattnet flödar genom totalt 3 vattendrag innan det når havet efter 248 kilometer. Avrinningsområdet består mestadels av skog (92 procent). Avrinningsområdet har 0,1 kvadratkilometer vattenytor vilket ger det en sjöprocent på 7,5 procent.